# 孿生地球
孿生地球（英語：Twin Earth），一個哲學上的思想實驗，最早由哲學家希拉里·普特南在1973年及1975年的論文提出。用來說明語意外在論（semantic externalism）的論點。在普特南之後，許多哲學家也利用這個思想實驗來建立自己的論點。

## 內容
假設幾百年前有一個跟地球完全一模一樣的星球（孪生地球），上面居住著跟地球人類一模一樣的生物，使用跟人類完全相同的語言，過著跟人類一模一樣的生活。這兩個星球唯一的不同之处在于「水」。在孪生地球上，他們的「水」，分子組成是XYZ；而地球上的水，分子組成為H2O。但兩個星球的居民受限於科技發展，都還不知道各自的「水」的分子組成。這兩種「水」，除了分子組成不同之外，無論在外觀上，在用途上，或是在名稱上，都没有差异。同时，這個星球的人對地球的存在一無所知。
當孪生地球上的居民講到「水」時，他們的內在心理狀況，跟地球居民講到「水」時，應該是一模一樣的。但是，這兩個星球上的居民，在講到「水」時，所指的是不同的事物，所以它們的意義是不同的。可見雖然說話者的內在心理狀況一模一樣，但語意卻不同（所指對象為不同物質），因此語意是由外在因素決定的，這就是普特南所支持的「語意外在論」的主張。